# لالیناتس (سورییگ)
لالیناتس (به صربی: Lalinac) یک منطقهٔ مسکونی در صربستان است که در سورییگ واقع شده‌است. لالیناتس ۴۴۵ نفر جمعیت دارد.